# Guno Kwasie
Guno Kwasie (sinh ngày 13 tháng 11 năm 1985) là một cầu thủ bóng đá người Suriname hiện tại thi đấu cho Walking Bout Company và Đội tuyển bóng đá quốc gia Suriname.

## Sự nghiệp quốc tế
Guno Kwasie thi đấu cho Suriname kể từ năm 2012. Anh có màn ra mắt trước Guyane thuộc Pháp trong trận giao hữu vào ngày 9 tháng 6 năm 2012. Mặc dù là một hậu vệ trái nhưng anh vẫn ghi được 1 bàn thắng. Bàn thắng anh ghi được vào ngày 4 tháng 1 năm 2017 tại trận play-off hạng 5 của Vòng loại Cúp bóng đá Caribe 2017. Anh ghi bàn trước Trinidad và Tobago, sau khi sút bóng chạm vào một hậu vệ và đi vào lưới.

### Bàn thắng quốc tế
Tỉ số và kết quả liệt kê bàn thắng của Suriname trước.
| #  | Ngày               | Địa điểm                                           | Đối thủ            | Tỉ số | Kết quả | Giải đấu                         |
| -- | ------------------ | -------------------------------------------------- | ------------------ | ----- | ------- | -------------------------------- |
| 1. | 4 tháng 1 năm 2017 | Sân vận động Ato Boldon, Couva, Trinidad và Tobago | Trinidad và Tobago | 1–0   | 2–1     | Vòng loại Cúp Vàng CONCACAF 2017 |